# Plectoptera vermiculata
Plectoptera vermiculata är en kackerlacksart som beskrevs av Rehn, J. A. G. och Morgan Hebard 1927. Plectoptera vermiculata ingår i släktet Plectoptera och familjen småkackerlackor.
Artens utbredningsområde är Kuba. Inga underarter finns listade i Catalogue of Life.